# Georg Jellinek
Georg Jellinek (* 16. Juni 1851 in Leipzig; † 12. Januar 1911 in Heidelberg) war ein österreichisch-deutscher Staatsrechtler und -theoretiker sowie Rechtsphilosoph. Er gehörte gemeinsam mit Hans Kelsen und dem Ungarn Félix Somló zur Gruppe der österreichischen Rechtspositivisten und galt seinerzeit „als der Vertreter des Staatsrechts aus Österreich“. Bis in die Gegenwart bekannt ist Jellinek besonders für die von ihm entwickelte Drei-Elemente-Lehre. Er lehrte von 1891 bis zu seinem Tod als Professor für allgemeines Staatsrecht, Völkerrecht und Politik an der Universität Heidelberg.

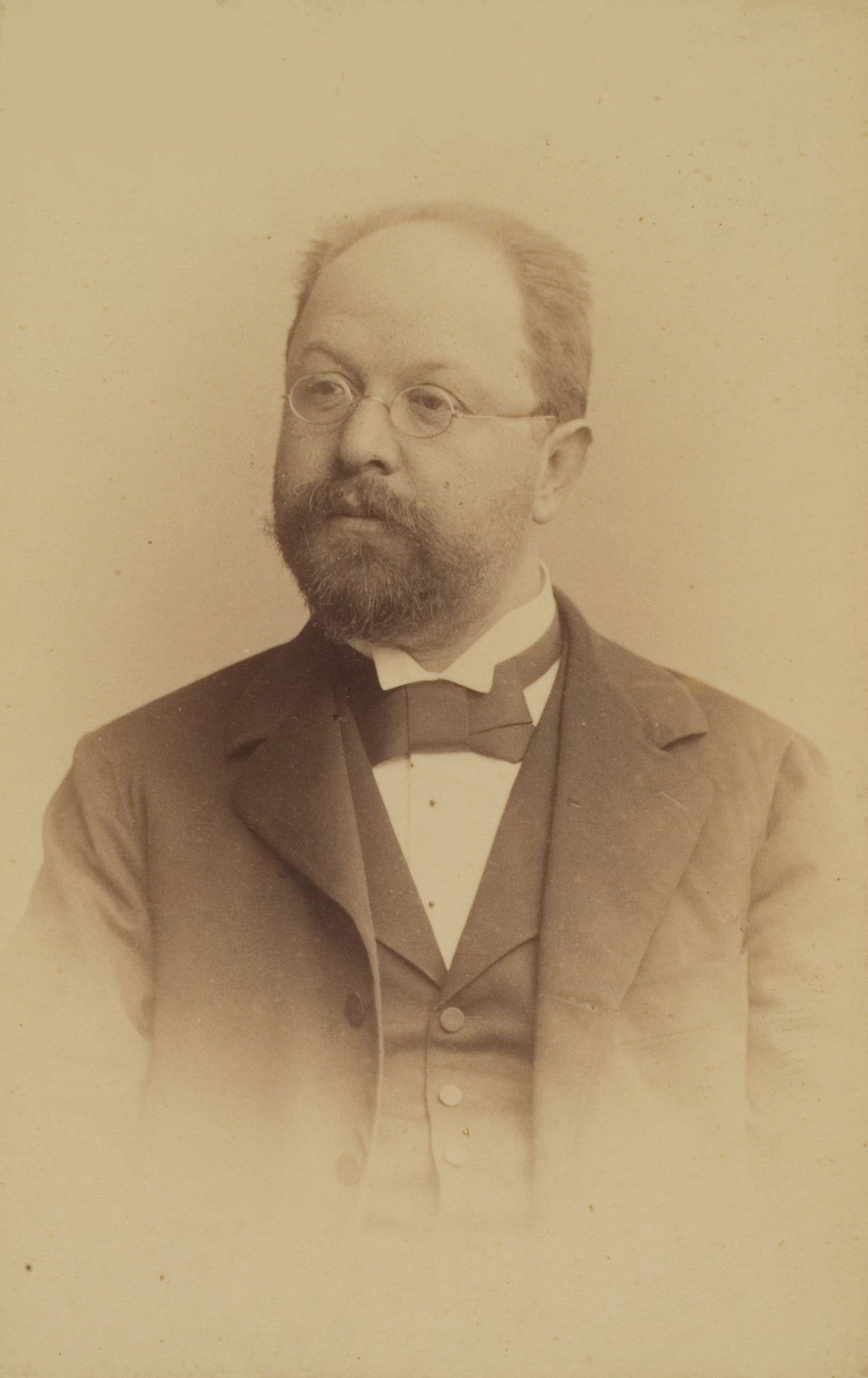
Georg Jellinek

## Werdegang
Jellinek bekam zunächst Hausunterricht und besuchte erst in der Oberstufe das Akademische Gymnasium in Wien. Nachdem er bereits mit 16 Jahren die Matura abgelegt hatte, studierte er ab 1867 an der Alma Mater Rudolphina Rechtswissenschaften, Kunstgeschichte und Philosophie. Zusätzlich studierte er bis 1872 Philosophie, Geschichte und Rechtswissenschaften an den Universitäten Heidelberg und Leipzig. 1872 wurde Jellinek in Leipzig mit einer Dissertation über Die Weltanschauungen Leibnitz’ und Schopenhauer’s. Eine Studie über Optimismus und Pessimismus zum Dr. phil. promoviert. 1874 promovierte er in Wien zum Dr. jur. (nach damaliger Studienordnung ohne Dissertation). Von 1874 bis 1876 arbeitete er als Verwaltungsbeamter im österreichischen Staatsdienst. 
Jellineks Werk Die sozialethische Bedeutung von Recht, Unrecht und Strafe, das er 1878 als Habilitationsschrift einreichte, wurde von der Wiener Juristischen Fakultät als ungenügend zurückgewiesen, hat aber bis heute internationale Bedeutung in strafrechtlichen und sozialphilosophischen Diskursen. Mit dem Aufsatz über Die Klassifikation des Unrechts sowie dem Probevortrag Über absolutes und relatives Unrecht wurde er aber 1879 habilitiert und lehrte an der Universität Wien anschließend als Privatdozent für Rechtsphilosophie. 1881 wurde er zum Mitglied der Staatsprüfungskommission ernannt. Ein Jahr später veröffentlichte er sein Grundlagenwerk Die Lehre von den Staatenverbindungen, woraufhin seine Lehrberechtigung auf allgemeines Staatsrecht und Völkerrecht erweitert wurde. 1883 wurde Jellinek zum außerordentlichen Professor für Staatsrecht an die Universität Wien berufen. Ein Ordinariat konnte er dort aber aufgrund des Widerstands antisemitischer und klerikaler Kreise nicht erlangen, weshalb er sein Lehramt in Wien niederlegte und Österreich verließ. Die Berliner Universität erteilte Jellinek 1889 im „Schnellverfahren“, unter Erlass aller Formalitäten die Habilitation. Im Dezember desselben Jahres folgte er einem Ruf als ordentlicher Professor an die Universität Basel. 
1891 nahm Jellinek einen Ruf an den Lehrstuhl für allgemeines Staatsrecht, Völkerrecht und Politik an der Ruprecht-Karls-Universität Heidelberg an. Sein verwaltungs-, staats- und völkerrechtliches Seminar genoss einen bedeutenden Ruf und zog Schüler aus dem In- und Ausland an, darunter Hans Kelsen. Jellinek war mit dem Altphilologen Erwin Rohde, dem Philosophen Wilhelm Windelband, dem Soziologen Max Weber und dem Theologen Ernst Troeltsch befreundet und prägte mit ihnen gemeinsam das geistige Leben in Heidelberg um die Jahrhundertwende. Sein Hauptwerk, die Allgemeine Staatslehre, wurde 1900 veröffentlicht. 1907 wurde er zum ersten deutschjüdischen Prorektor der Universität gewählt, 1909 wurde er außerordentliches Mitglied der Heidelberger Akademie der Wissenschaften. Im Jahr 1909 erlitt er einen Schlaganfall, der seine Schaffenskraft beeinträchtigte.

## Familie

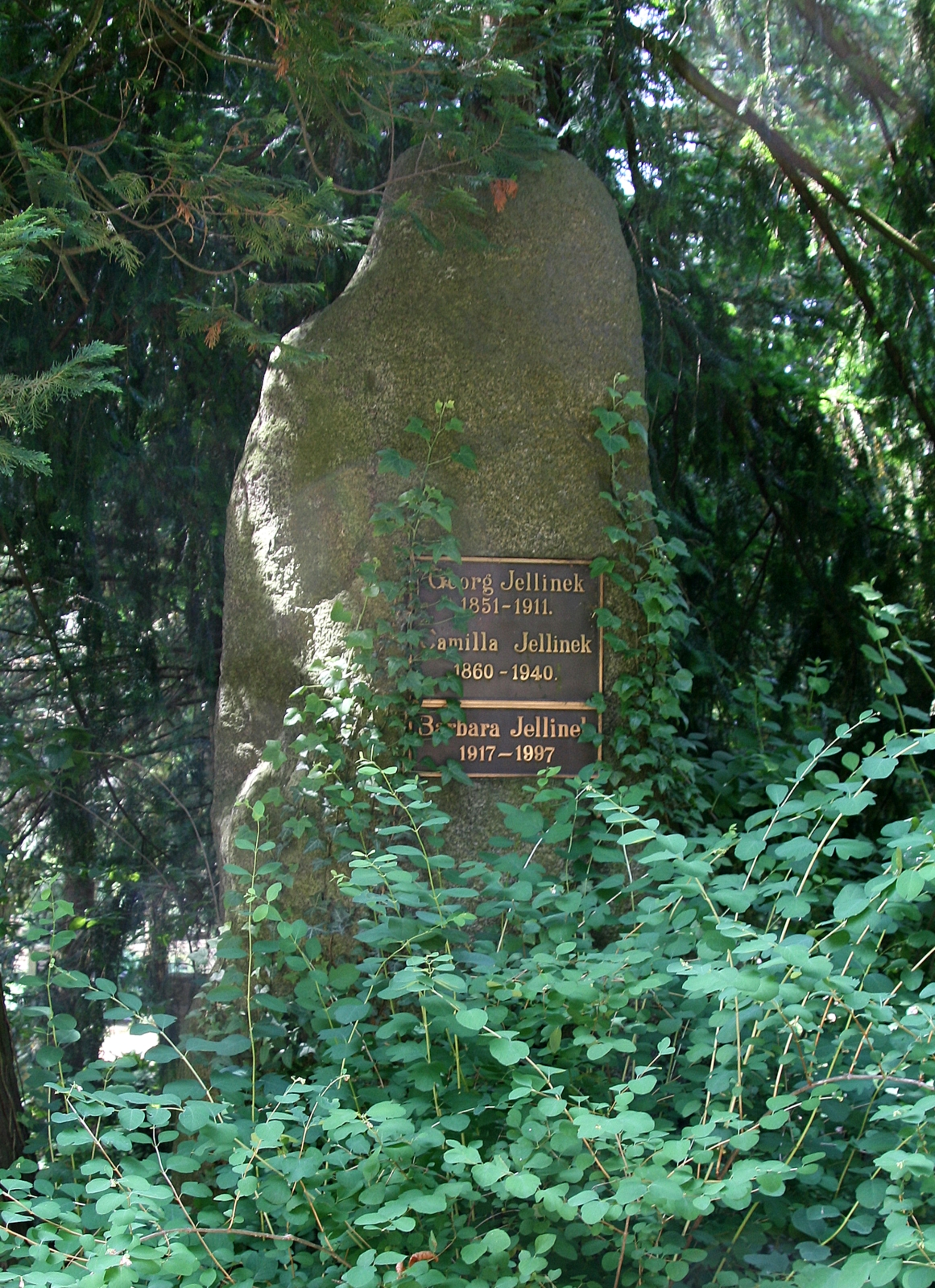
Grab von Georg und Camilla Jellinek auf dem Heidelberger Bergfriedhof, in der Abt. D 309 am Professorenweg gelegen

Georg Jellinek kam als Sohn von Adolf Jellinek, einem damals bekannten jüdischen Gelehrten und Rabbiner der Wiener Israelitischen Kultusgemeinde, und dessen Ehefrau Rosalie, geb. Bettelheim (* 1832 in Budapest; † 1892 in Baden bei Wien), zur Welt. Georg Jellineks bekannte Brüder waren der Geschäftsmann und Diplomat Emil Jellinek-Mercédès sowie der Mediävist Max Hermann Jellinek.
Georg Jellinek war mit Camilla Jellinek, geb. Wertheim (1860–1940) verheiratet. Camilla Jellinek konnte von Marianne Weber ab 1900 für die Ideen der Frauenbewegung gewonnen werden und leistete insbesondere durch ihre Zusammenarbeit mit den Rechtsschutzstellen für Frauen und der Erarbeitung von Reformentwürfen bedeutende Beiträge zum Strafrecht. Ihr wurde 1930 die Ehrendoktorwürde der juristischen Fakultät der Universität Heidelberg, der Doctor iuris utriusque, für ihr Engagement und ihren unermüdlichen Einsatz für die Rechte der Frauen verliehen.
Das Ehepaar Jellinek hatte sechs Kinder, die zwischen 1884 und 1896 zur Welt kamen. Sie wurden von den Behörden als israelitisch geführt, obwohl sie nicht jüdisch im Sinne der Halacha waren. 1896 wurden die Kinder in aller Stille getauft. Georg Jellinek selbst war in Baden schon vor dem Tod des Vaters 1892 aus der jüdischen Gemeinde ausgetreten; ab 1894 entrichtete er evangelische Kirchensteuern, ohne je selbst in die Kirche einzutreten. Georg und Camilla Jellineks letzte Ruhestätte befindet sich auf dem Heidelberger Bergfriedhof in der sogenannten „Professoren-Reihe“ (Abteilung D, 1. Reihe 309).
Von Georg und Camillas Kindern erreichten vier das Erwachsenenalter. Walter Jellinek wurde ebenfalls Jurist und Professor in Heidelberg. Die Tochter Dora Busch (1888–1992) wurde aufgrund der Nürnberger Gesetze nach Theresienstadt deportiert, überlebte die Lagerhaft und kehrte 1946 in den Schuldienst zurück. Der jüngste Sohn Otto verstarb 1943 an den Folgen der Misshandlungen durch die Gestapo im Konzentrationslager.

## Schaffen

### Überblick
Jellinek schlug bereits 1885 in einem wegweisenden Buch einen Verfassungsgerichtshof für Österreich vor, der in der Ersten Republik 1919/20 – durch Hans Kelsen noch verfeinert und legistisch umgesetzt – Wirklichkeit wurde. Auf dem 19. Deutschen Juristentag plädierte er auch für die Möglichkeit der gerichtlichen Überprüfung von Wahlen durch einen „Wahlgerichtshof“. Seine Schrift System der subjektiven öffentlichen Rechte aus dem Jahre 1892 enthält die Statuslehre, die auch zur Systematisierung des deutschen Grundgesetzes verwendet wurde.
Seine Allgemeine Staatslehre (1900, siehe Allgemeine Staatslehre, Verfassungsrecht) gilt als Meilenstein der deutschen Staatslehre und als Jellineks wichtigstes Werk. Aus ihr stammt auch seine Drei-Elemente-Lehre, nach der zur Anerkennung eines Staates als Völkerrechtssubjekt die drei Merkmale „Staatsgebiet“, „Staatsvolk“ und „Staatsgewalt“ erforderlich sind (→ Völkerrecht). Überdies führt er hier den soziologisch inspirierten Begriff von der normativen Kraft des Faktischen ein (→ Rechtssoziologie, Rechtsphilosophie).
Jellinek unterschied sich von seinen deutschen Staatsrechtskollegen, weil er bei der Staatsbetrachtung die soziologische und die rechtliche Analyse integrierte, aber nicht identifizierte („Zweiseitentheorie des Staates“). Es ging ihm um die gesellschaftlichen Voraussetzungen von Recht und Staat. Ob ein Staatswille durchgesetzt werden könne, sei nach Jellinek keine Frage der Rechtswissenschaft, sondern eine empirische. Dies gelte ebenfalls für die Frage, warum Gehorsam gegenüber Rechtsnormen, Gesetz und Verwaltung hier selbstverständlich sei, dort aber fehle. Antworten auf diese Fragen könne nur die Soziologie geben.
Jellineks Werk Die Erklärung der Menschen- und Bürgerrechte von 1895 gilt als wichtige Schrift zur Geschichte der Menschenrechte. Diese „bahnbrechende Untersuchung“ habe „die einschlägige Forschung“ zur Geschichte der Menschenrechtserklärung von 1789 „eingeleitet“, so Roman Schnur.
Georg Jellinek gehörte zum Kreis um Max Weber, der im Heidelberg der Jahrhundertwende einen großen Einfluss auf die Gelehrtenkultur ausübte. Auch in Jellineks Werk hinterließ das Denken Webers deutliche Spuren.

### Geltung und Wirksamkeit von Recht
Georg Jellinek beschäftigte sich auch mit dem Problem der Rechtsgeltung. „Geltung“ im rechtlichen Sinn bedeutet nur, dass bestimmte Regeln (Rechtsordnung) für Menschen Maßgabe des Handelns sind. „Geltung“ und „Wirksamkeit“ müssen zusammenspielen, damit Rechtsnormen effektiv sein können. Max Weber charakterisiert die „Effektivität“ einer Rechtsordnung als „Chancen der Durchsetzbarkeit“.
Bei der Geltung einer Rechtsordnung unterscheidet man drei Aspekte:

einen
1. juristischen,
2. soziologischen und
3. ethischen Aspekt.

All diese Aspekte spielen bei dem Problem der Geltung und Wirksamkeit eine Rolle und machen generelle, allgemeingültige Aussagen für den Einzelfall sehr schwer.
Was passiert also, wenn Geltung und Wirksamkeit nicht zusammenfallen? Hier hakt Georg Jellinek mit seiner Frage um die „normative Kraft des Faktischen“ ein. Hierzu zwei Überlegungen:
1. Gilt eine bestehende Regel, die von niemandem befolgt wird?
2. Kann durch ein bestimmtes Verhalten einer Mehrheit eine Regel für alle geschaffen werden?

Im ersten Fall wird häufig die Meinung vertreten, dass eine Norm, die über lange Zeit nicht befolgt wird, ihre Wirksamkeit verliert. Keine Einigkeit herrscht aber über die Dauer. Im zweiten Fall liegt das Problem umgekehrt. Durch das „Faktische“ wird auf Grund von Stabilitätsüberlegungen die „Norm“ der Realität angepasst. Ein gutes Beispiel ist die Verjährung einer Straftat, denn obwohl der rechtliche Unwert der Tat grundsätzlich immer gleich ist, ist auf Grund der langen Zeit der Unwert der Tat getilgt – dies aus Stabilitätsüberlegungen heraus (Rechtssicherheit).

### Rechtspositivistische Thesen
Georg Jellinek war Rechtspositivist. Er vertrat die Auffassung, dass das Recht „nichts anderes als das ethische Minimum“ sei. Er glaubte:

„Das Recht wird also, als das erhaltende Moment, das Minimum der Normen eines bestimmten Gesellschaftszustandes bilden, d. h. diejenigen Normen umfassen, welche die unveränderte Existenz eines solchen sichern.“

## Schriften (Auswahl)
- Die Weltanschauungen Leibnitz’ und Schopenhauer’s. Ihre Gründe und ihre Berechtigung. Eine Studie über Optimismus und Pessimismus. Hölder, Wien 1872 (phil. Dissertation, Universität Leipzig; Digitalisat).
- Die socialethische Bedeutung von Recht, Unrecht und Strafe. Hölder, Wien 1878 (Digitalisat).
- Die rechtliche Natur der Staatenverträge. Ein Beitrag zur juristischen Construction des Völkerrechts. Hölder, Wien 1880 (Digitalisat).
- Die Lehre von den Staatenverbindungen. Haering, Berlin 1882 (Digitalisat).
- Österreich-Ungarn und Rumänien in der Donaufrage: Eine völkerrechtliche Untersuchung. Hölder, Wien 1884 (Digitalisat).
- Ein Verfassungsgerichtshof für Österreich. Hölder, Wien 1885.
- Gesetz und Verordnung. Staatsrechtliche Untersuchungen auf rechtsgeschichtlicher und rechtsvergleichender Grundlage. Mohr, Freiburg im Breisgau 1887 (Digitalisat).
- System der subjektiven öffentlichen Rechte. Mohr, Freiburg im Breisgau 1892 (Digitalisat).
- Allgemeine Staatslehre (= Recht des modernen Staates. Bd. 1). Berlin 1900; 2. Auflage 1905 (Digitalisat); 3. Auflage 1914 (Digitalisat).